# 小行星1378
小行星1378（1378 Leonce）是一颗围绕太阳公转的小行星。1936年2月21日，費爾南德·里戈在于克勒发现了此天体。
該小行星以發現者的父親萊昂斯·里戈（Léonce Rigaux）命名。
这颗小行星的绝对星等为202.4991977262423等。